# Gambaquezonia
Genre
Gambaquezonia est un genre d'araignées aranéomorphes de la famille des Salticidae.

## Distribution
Les espèces de ce genre sont endémiques des Philippines.

## Liste des espèces
Selon World Spider Catalog (version 18.0, 04/04/2017) :
- Gambaquezonia curioi Freudenschuss, Grabolle & Krehenwinkel, 2016
- Gambaquezonia itimana Barrion & Litsinger, 1995

## Publication originale
- Barrion & Litsinger, 1995 : Riceland Spiders of South and Southeast Asia. CAB International, Wallingford, p. 1-700.